# Солдат Джейн
«Солдат Джейн» (англ. G.I. Jane) — американский кинофильм 1997 года, драматический военный боевик режиссёра Ридли Скотта. Слоган фильма «Failure is not an option» («Поражение недопустимо»). Мировая премьера состоялась 22 августа 1997 года.

## Сюжет
В комитете Сената США расспрашивают кандидата на должность военно-морского министра. Влиятельный сенатор от Техаса Лилиан де Хэйвен упрекает командование флота за дискриминацию женщин. За кулисами стороны приходят к сделке: если Дехэйвен одобрит нужного кандидата, командование флота даст старт программе полной интеграции. Моряки решают начать с программы подразделения разведки ВМС США, где отсев составляет более 60%. В штабе Дехэйвен выбирают кандидатуру участницы олимпийских игр топографического аналитика лейтенанта Джордан О’Нил. 
Её переводят в учебное подразделение подразделения разведки. Новобранцев подвергают мучительным испытаниям (адская неделя); не выдержавшие бьют в колокол, что является выражением заявления об уходе из подразделения. Джордан постоянно отказывается от любых льгот и даже переселяется в казарму к курсантам. На учениях отряд «попадает в плен» и подвергается издевательствам со стороны инструкторов (учебная программа SERE). Главный мастер чиф-петти-офицер Джон Джеймс Аргейл (Чиф) заявляет, что женщине здесь не место, поскольку она отвлекает солдат от подготовки одним лишь своим присутствием, а её слабость ставит под удар всю группу. Джордан вступает с ним в бой, после чего курсанты окончательно принимают её за свою.
Командование флота беспокоит такой успех Джордан и пристальное внимание со стороны прессы. Джордан вызывают в бюро по расследованию, обвиняя в связи с женщиной-гинекологом. На период расследования её отстраняют от обучения, но если обвинения не подтвердятся, дадут возможность пройти второй раз сначала. Взбешённая девушка бьёт битой в колокол и уходит из лагеря. Жених Джордан показывает ей одни и те же следы от принтера на фотокопиях обвинений и на бумагах из офиса сенатора Дехэйвен. Он также обращает внимание, что правительство отказалось от идеи закрыть пять военных баз на территории Техаса и решило закрыть базы в штате Теннесси. Джордан понимает, что сенатор продала её и пошла на сделку, поскольку закрытие баз может провалить её переизбрание. Происходит объяснение с сенатором. Дехэйвен заявляет, что карьера Джордан обеспечена, её ждёт перевод в Вашингтон, она не верит, что Джордан желает такую опасную и тяжёлую службу, она думала, что Джордан вылетит из программы через пару недель, а гибель женщин в боях вызовет негативную реакцию в обществе, и потому политически невыгодна. Но Джордан отвечает, что желает воспользоваться правом выбора, заявляет, что женщины тоже имеют право воевать и погибать за свою страну, и, угрожая сенатору разоблачением, требует вернуть её обратно в подразделение, что сенатор, используя свои связи, выполняет.
Команду новобранцев отправляют на борту корабля в Средиземное море, где пройдут военные учения. Внезапно приходит информация, что на территории враждебной Ливии упал американский спутник, содержащий оружейный плутоний. Отряд «Скорпионов» уже отправился на поиски спутника, однако эвакуация оказалась под угрозой срыва, и подразделение Джордан — единственная близко расположенная группа. «Котики» высаживаются на берег, отдают «Скорпионам», несущим спутник, свои лодки и прикрывают их отход. Появляется отряд ливийских пограничников. Один из них замечает Джордан, но Чиф поднимает стрельбу, отвлекая внимание от отряда, и уводит арабов за собой. Джордан разгадывает его замысел и устраивает засаду по пути отхода Чифа к морю, «котики» минируют дорогу. В ходе боя она, рискуя жизнью, прикрывает раненого Чифа, оказавшегося в зоне поражения мин.
Чиф поздравляет «котиков» со вступлением, вручая им жетоны, для Джордан он оставляет также свой Военно-морской крест, вложенный в томик поэзии Лоуренса на странице со стихотворением «Жалость к себе».

## В ролях
| Актёр              | Роль                                                  |
| ------------------ | ----------------------------------------------------- |
| Деми Мур           | Джордан О’Нил                                         |
| Вигго Мортенсен    | командующий отрядом старшина «Чиф» Джон Джеймс Аргайл |
| Энн Бэнкрофт       | сенатор Лилиан Дехэвен                                |
| Джейсон Бех        | Ройс                                                  |
| Джон Майкл Хиггинс | начальник штаба                                       |
| Кевин Гейдж        | сержант инструктор Макс Пиро                          |
| Дэвид Вадим        | сержант Кортес                                        |
| Моррис Честнат     | Маккул                                                |
| Джеймс Кэвизел     | Словник                                               |
| Бойд Кестнер       | лейтенант «Вик» Виквайер                              |
| Дмитрий Дьяченко   | стажёр                                                |

## Награды и номинации
| Год  | Премия           | Категория      | Фильм или сериал           | Результат |
| ---- | ---------------- | -------------- | -------------------------- | --------- |
| 1998 | Золотая малина   | Худшая актриса | Деми Мур                   | Победа    |
| 1998 | MTV Movie Awards | Лучший бой     | Деми Мур и Вигго Мортенсен | Номинация |